# Braye-en-Laonnois
Braye-en-Laonnois ist eine französische Gemeinde mit 189 Einwohnern (Stand 1. Januar 2022) im Département Aisne in der Region Hauts-de-France. Sie gehört zum Arrondissement Laon, das dem ganzen Gebiet den Namen Laonnois gegeben hat, zum Kanton Villeneuve-sur-Aisne und zum Gemeindeverband Chemin des Dames.

## Geografie
Die Gemeinde Braye-en-Laonnois liegt am südlichen Abhang des Höhenrückens Chemin des Dames, 15 Kilometer südlich von Laon. In der Gemeinde befindet sich das Südportal des Kanaltunnels des Oise-Aisne-Kanals.

## Geschichte
Wegen der strategisch exponierten Lage war die Gegend des Chemin des Dames wiederholt Schauplatz von kriegerischen Auseinandersetzungen. Während der Napoleonischen Kriege gab es eine verlustreiche Schlacht im Jahr 1814. Rund 100 Jahre später fand im Ersten Weltkrieg die Schlacht an der Aisne statt. Der schwer einnehmbare Höhenzug Chemin des Dames gehörte damals zu den am heftigsten umkämpften Stellungen. Der Kampf an der Aisne forderte 160.000 französische und 80.000 deutsche Opfer.

### Bevölkerungsentwicklung
| Jahr                       | 1962 | 1968 | 1975 | 1982 | 1990 | 1999 | 2006 | 2013 | 2021 |
| Einwohner                  | 241  | 237  | 229  | 209  | 192  | 195  | 211  | 223  | 183  |
| Quellen: Cassini und INSEE |      |      |      |      |      |      |      |      |      |

## Sehenswürdigkeiten
- Kirche Notre-Dame
- Der seit dem Mittelalter betriebene Steinbruch Froidmont steht seit 1998 als Monument historique unter Denkmalschutz und diente im Ersten Weltkrieg als Quartier für Soldaten. Ebenso wie die Steinbrucharbeiter des 18. und 19. Jahrhunderts hinterließen die Soldaten Reliefs und Graffiti an den Wänden.[1]

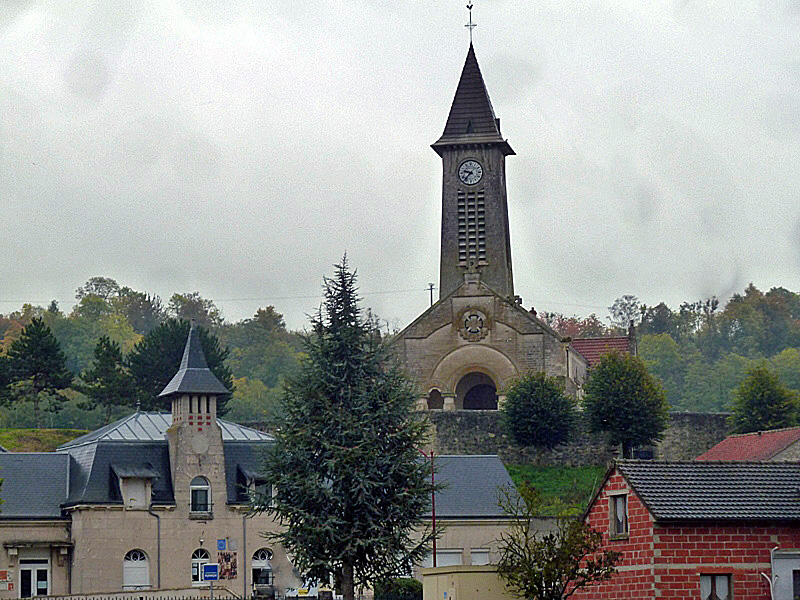
Kirche 'Notre-Dame
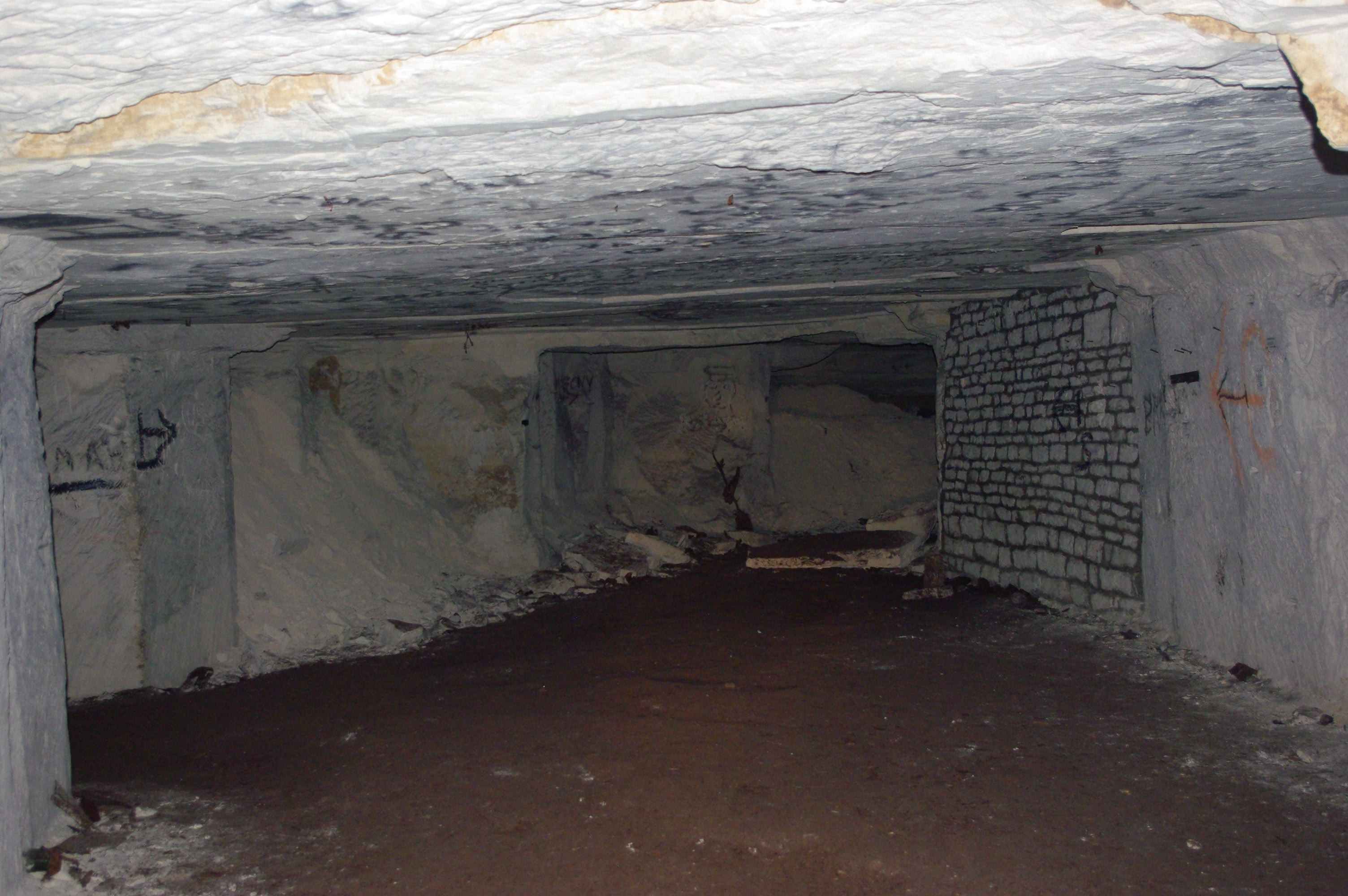
Steinbruch-Galerie
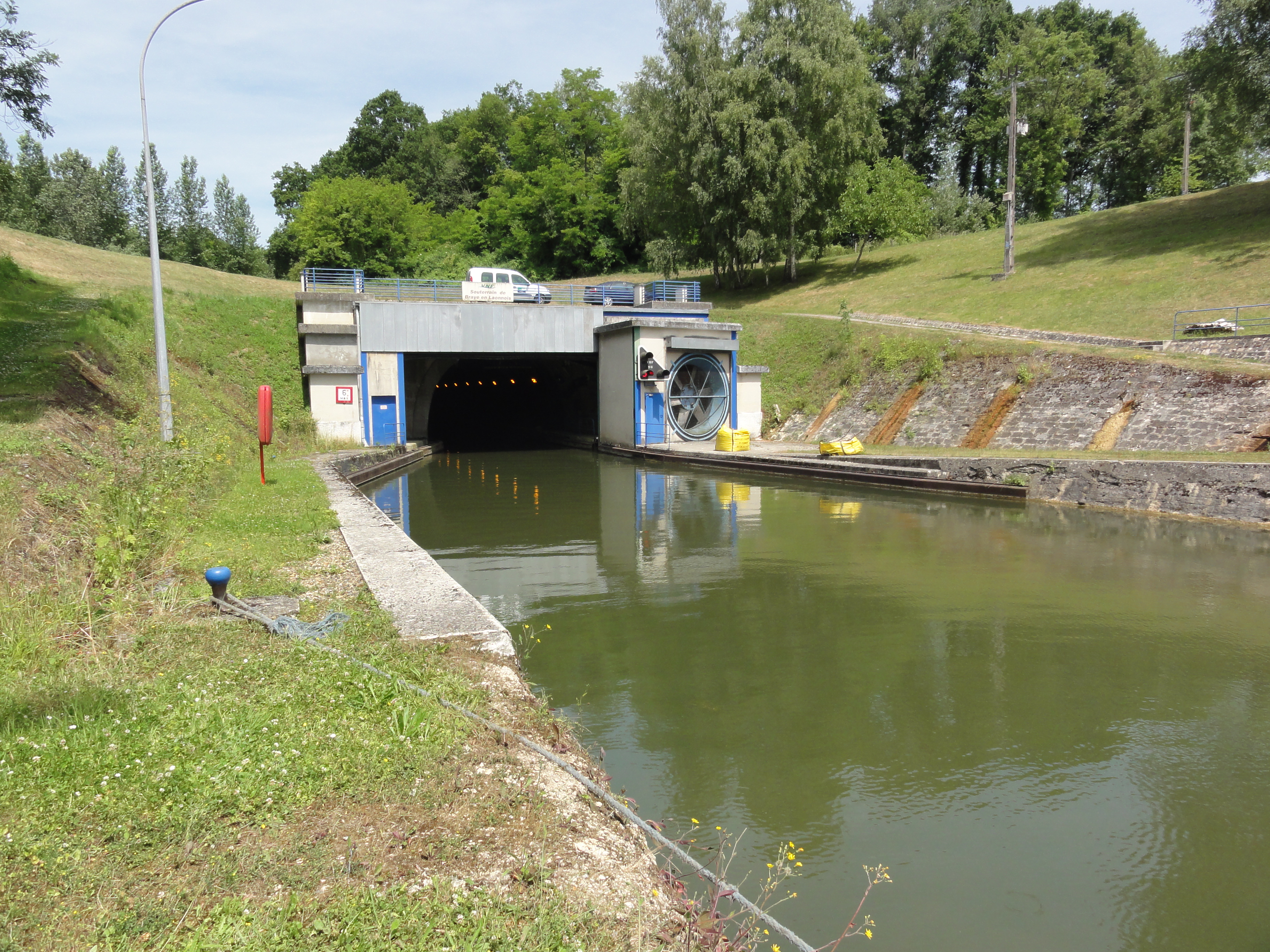
Kanaltunnel
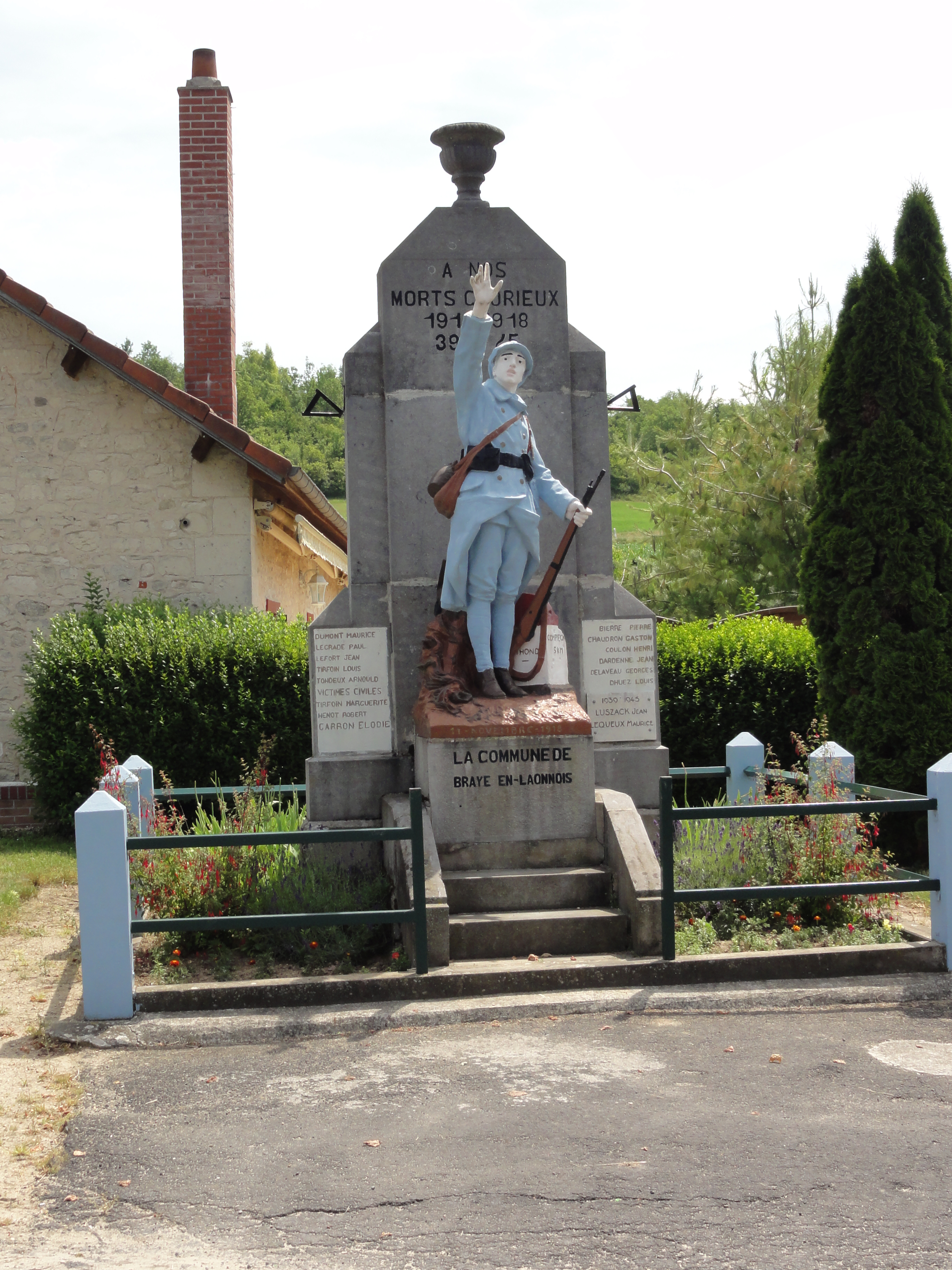
Gefallenendenkmal